# Liam Foudy
Liam Foudy (* 4. února 2000) je profesionální kanadský hokejový útočník momentálně hrající v týmu  Bridgeport Islanders v severoamerické lize AHL. V roce 2018 byl draftován Columbusem draftován v 1. kole jako 18. celkově. Na MS 2021 v Lotyšsku s kanadskou hokejovou reprezentací vybojoval zlatou medaili.

## Klubové statistiky
| Sezóna      | Klub                  | Soutěž      |     | Základní část | Základní část | Základní část | Základní část | Základní část |   | Play off | Play off | Play off | Play off | Play off |
| Sezóna      | Klub                  | Soutěž      | Z   | G             | A             | B             | TM            | Z             | G | A        | B        | TM       |          |          |
| 2016–17     | London Knights        | OHL         | 58  | 9             | 6             | 15            | 19            | 13            | 0 | 0        | 0        | 0        |          |          |
| 2017–18     | London Knights        | OHL         | 65  | 24            | 16            | 40            | 22            | 4             | 1 | 1        | 2        | 0        |          |          |
| 2018–19     | London Knights        | OHL         | 62  | 36            | 32            | 68            | 32            | 11            | 6 | 6        | 12       | 12       |          |          |
| 2018–19     | Cleveland Monsters    | AHL         | —   | —             | —             | —             | —             | 8             | 2 | 0        | 2        | 2        |          |          |
| 2019–20     | London Knights        | OHL         | 45  | 28            | 40            | 68            | 24            | —             | — | —        | —        | —        |          |          |
| 2019–20     | Columbus Blue Jackets | NHL         | 2   | 0             | 1             | 1             | 0             | 10            | 1 | 1        | 2        | 0        |          |          |
| 2020–21     | Columbus Blue Jackets | NHL         | 24  | 0             | 4             | 4             | 6             | —             | — | —        | —        | —        |          |          |
| 2020–21     | Cleveland Monsters    | AHL         | 12  | 3             | 13            | 16            | 0             | —             | — | —        | —        | —        |          |          |
| 2021–22     | Cleveland Monsters    | AHL         | 29  | 7             | 12            | 19            | 6             | —             | — | —        | —        | —        |          |          |
| 2021–22     | Columbus Blue Jackets | NHL         | 1   | 0             | 0             | 0             | 0             | —             | — | —        | —        | —        |          |          |
| 2022–23     | Columbus Blue Jackets | NHL         | 62  | 7             | 7             | 14            | 8             | —             | — | —        | —        | —        |          |          |
| 2023–24     | Columbus Blue Jackets | NHL         | 1   | 0             | 0             | 0             | 0             | —             | — | —        | —        | —        |          |          |
| 2023–24     | Nashville Predators   | NHL         | 12  | 0             | 3             | 3             | 2             | —             | — | —        | —        | —        |          |          |
| 2023–24     | Milwaukee Admirals    | AHL         | 28  | 10            | 6             | 16            | 14            | 7             | 0 | 0        | 0        | 6        |          |          |
| 2024–25     | Bridgeport Islanders  | AHL         | 70  | 20            | 25            | 45            | 24            | —             | — | —        | —        | —        |          |          |
| 2024–25     | New York Islanders    | NHL         | 2   | 0             | 0             | 0             | 0             | —             | — | —        | —        | —        |          |          |
| NHL celkově | NHL celkově           | NHL celkově | 104 | 7             | 15            | 22            | 16            | 10            | 1 | 1        | 2        | 0        |          |          |

### Reprezentační statistiky
| Rok            | Tým            | Soutěž         | Z  | G | A | B  | TM |
| -------------- | -------------- | -------------- | -- | - | - | -- | -- |
| 2018           | Kanada 18      | MS18           | 5  | 2 | 2 | 4  | 0  |
| 2020           | Kanada 20      | MSJ            | 7  | 3 | 1 | 4  | 4  |
| 2021           | Kanada         | MS             | 10 | 0 | 2 | 2  | 0  |
| Junioři celkem | Junioři celkem | Junioři celkem | 18 | 5 | 6 | 11 | 4  |
| Senioři celkem | Senioři celkem | Senioři celkem | 10 | 0 | 2 | 2  | 0  |

## Osobní život
Narodil se do sportovní rodiny v Torontu. Jeho matka France Gareau je bývalá kanadská atletka, stříbrná medailistka LOH 1984 ze štafety na 4x100 metrů. Otec Sean Foudy je bývalý hráč kanadského fotbalu. Profesionálně se lednímu hokeji věnuje i Liamův mladší bratr Jean-Luc, který byl v roce 2020 draftován Coloradem a v sezoně 2022/23 debutoval v NHL.